# 諾克斯 (印第安納州)
諾克斯（英語：Knox）是一個位於美國印地安納州斯塔克縣的城市。根據2010年美國人口普查，該地人口為3704人，而該地的面積約為10.15平方千米。同時該地也是斯塔克縣的縣治。

## 地理
諾克斯的座標為41°17′39″N 86°37′21″W / 41.29417°N 86.62250°W，而該地的平均海拔高度為217米（即712英尺）。